# チャールズ・シュリー
チャールズ・ウィルヘルム・ダニエル・シュリー（Charles Wilhelm Daniel Schlee、1873年7月21日 - 1947年1月5日）は、デンマーク、コペンハーゲン出身で、アメリカ合衆国の元自転車競技選手。
1904年のセントルイスオリンピックの5マイルレースで優勝した。